# Tudeils
Tudeils – miejscowość i gmina we Francji, w regionie Nowa Akwitania, w departamencie Corrèze.
Według danych na rok 1990 gminę zamieszkiwały 263 osoby, a gęstość zaludnienia wynosiła 28 osób/km² (wśród 747 gmin Limousin Tudeils plasuje się na 382. miejscu pod względem liczby ludności, natomiast pod względem powierzchni na miejscu 569.).